# André Namotte
André Namotte (Herstal, 13 augustus 1953) is een voormalig Belgisch lid van het Waals Parlement.

## Levensloop
André Namotte maakte carrière in de administratie van de Franse Gemeenschap en werd vanaf 1971 inspecteur voor cultuur.
Van 1983 tot 1988 was hij voor de toenmalige PSC (het huidige cdH) OCMW-raadslid van Herstal. Na de gemeenteraadsverkiezingen van 1988 werd hij er verkozen tot gemeenteraadslid van Herstal en werd hij er PSC-fractievoorzitter in de gemeenteraad. In 1997 werd hij de ondervoorzitter van de PSC-afdeling van het arrondissement Luik.
Op 25 april 2001 volgde hij de ontslagnemende Ghislain Hiance op als lid van het Waals Parlement en van het Parlement van de Franse Gemeenschap en zou er zetelen tot aan de verkiezingen van 2004. Omdat hij ontevreden was met de plaats op de lijst die hij van zijn partij bij die verkiezingen kreeg, verliet hij het cdH en bleef actief als onafhankelijk politicus. In oktober 2006 werd hij onafhankelijke benoemd tot schepen in het PS-bestuurscollege van Herstal onder leiding van burgemeester Frédéric Daerden. Hij bleef schepen tot in februari 2021, toen hij ontslag nam uit het college. Namotte bleef wel in de gemeenteraad van Herstal zetelen.